# Швейцарські федеральні залізниці

Лого-символ SBB CFF FFS

Мережевий план SBB CFF FFS

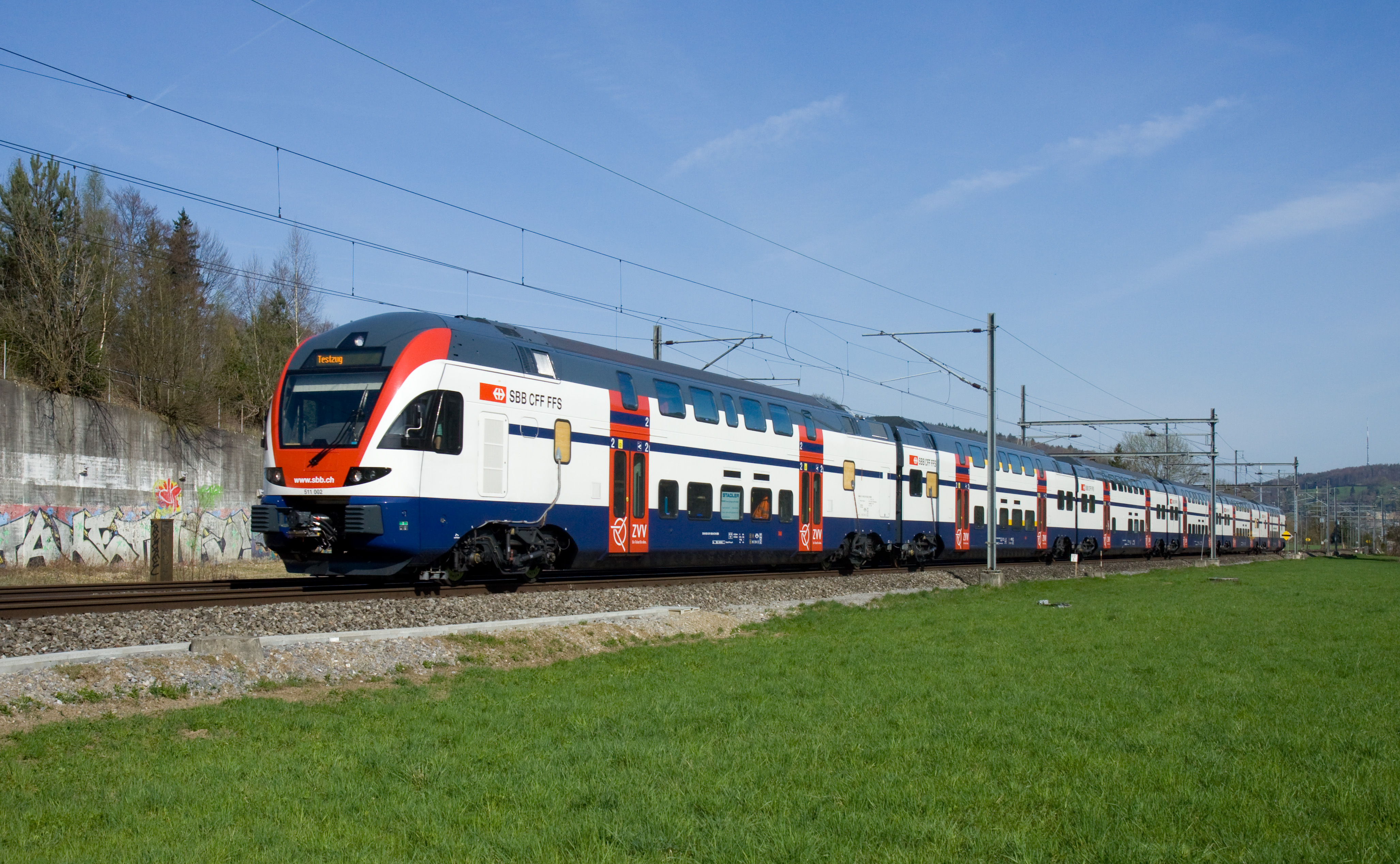
Новітній залізничний склад RABe 511 в регіоні Цюрих

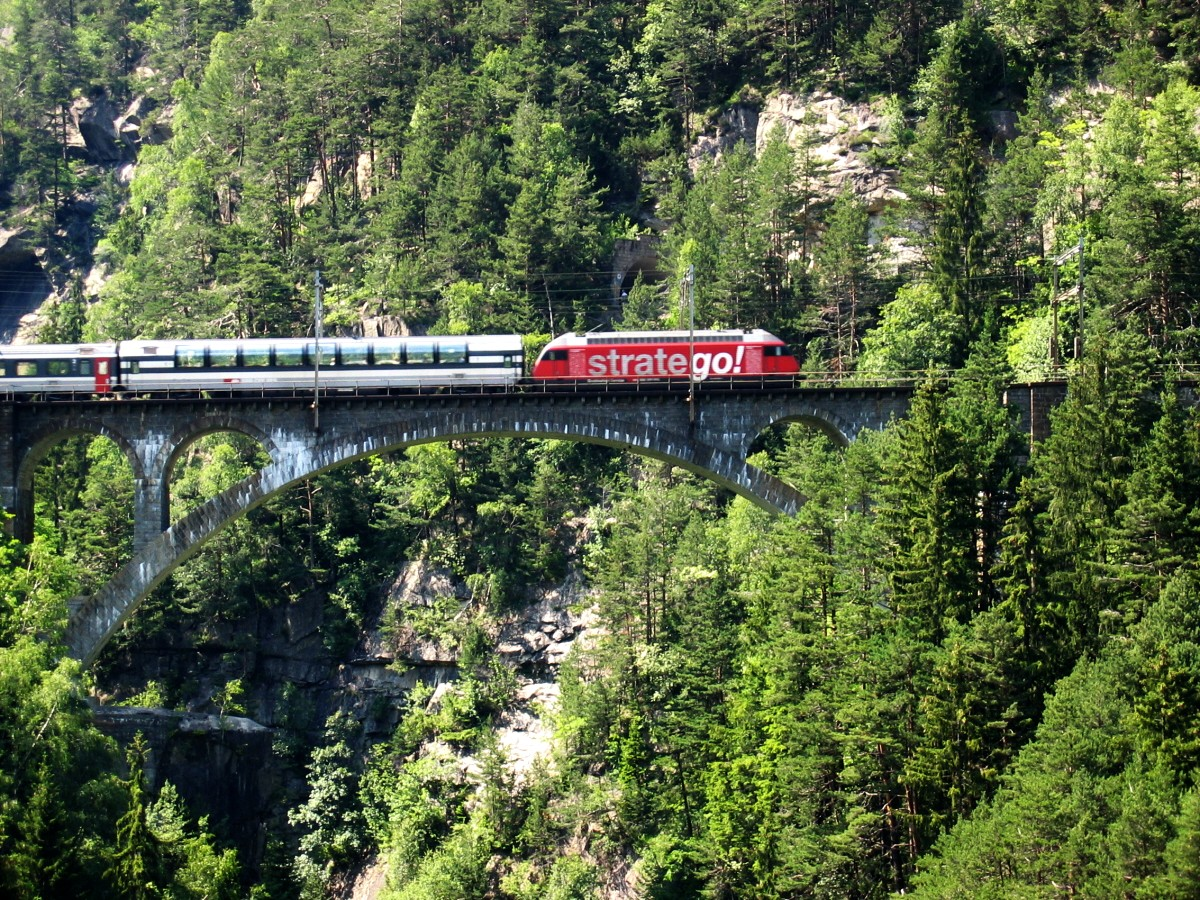
Потяг на Готтардській лінії

Швейца́рські федера́льні залізни́ці, SBB CFF FFS (нім. Schweizerische Bundesbahnen SBB, фр. Chemins de fer fédéraux suisses CFF, італ. Ferrovie federali svizzere FFS, ромш. Viafiers federalas svizras VFS) — державна залізнична компанія (акціонерне товариство) Швейцарської конфедерації з правлінням в її столиці Берні.

## Юридичне становище
З 1 січня 1999 року Швейцарські федеральні залізниці були виведені з-під керування швейцарського уряду та перетворені в особливе акціонерне товариство відкритого типу, акції якого знаходяться у володінні швейцарської держави. Керування та розвиток цього акціонерного товариства проводиться за законами ринкової економіки, проте також кожні 4 роки коригується Федеральними зборами Швейцарії, що стверджують план пріоритетів для SBB CFF FFS. Держава також надає допомогу при розвитку залізничної інфраструктури, а також стежить за тим, щоб доходи від пасажирських та вантажних перевезення перекривали витрати на їх підтримку.

## Структура
З 1 січня 2009 року SBB CFF FFS підрозділяється на 4 служби:
- пасажирські перевезення;
- вантажні перевезення;
- керування та ремонт залізничних ліній;
- керування нерухомим майном, яке належить товариству.

Центральне правління товариства відповідає за фінансову політику та контроль, інформатику та логістику, питання координації та економічне планування, персонал та службу безпеки. Окремо в цій системі стоїть ревізійна комісія концерну, безпосередньо підлегла президії Ради правління. З кінця 2006 року SBB CFF FFS керує голова Ради директорів Андреас Маєр. Поряд з А. Маєром, в нього входять Жаннин Пілл (пасажирські перевезення), Юрг Штеклі (нерухомість), Нікола Перрен (вантажні перевезення), Георг Радон (фінанси) та Маркус Йорді (персонал).
Уздовж кордону Швейцарії з Німеччиною, на німецькій території в південному Бадені, на лініях Вайль-на-Рейні — Леррах і за маршрутом лінії Seehas рух і перевезення пасажирів забезпечуються німецькою дочірньою фірмою SBB CFF FFS, SBB GmbH. Крім цього, товариство контролює цілу низку дочірніх фірм у Швейцарії: SBB Cargo AG (100 %), Thurbo (90 %), RegionAlps (100 %), AlpTransit Gotthard AG (100 %), а також компанії Zentralbahn (на 66 %), TILO (50 %), Lyria (26 % акцій).
2002 року, з метою збереження історичної спадщини, SBB CFF FFS створює «Фонд історичної спадщини Швейцарських федеральних залізниць» (SBB Historic). Цей фонд оберігає рухомий склад минулих років, який має історичну цінність, містить у Берні Інфотек — велику бібліотеку з історії розвитку транспорту в Швейцарії, з архівом, фотоархівом та зборами плакатів.
Всі лінії SBB CFF FFS повністю електрифіковані.

## Загальні відомості
- Кількість пасажирів (на 2010 рік, в млн осіб) : 347
- Кількість пасажиро-кілометрів (на 2010 рік, в млн) : 17.513
- Кількість тонно-кілометрів вантажних перевезень (на 2010 рік, в млн) : 13.111
- Кількість працівників (на 2010 рік, осіб) : 28.143
- Загальна протяжність залізничної мережі (на 2010 рік, км) : 3.212
- Кількість вокзалів та залізничних станцій: 804
- Кількість вокзалів, пристосованих для пасажирського сполучення (на 2010 рік) : 763
- Кількість вокзалів, пристосованих для прийому вантажних перевезень (на 2010 рік) : 247
- Вокзал, приймає найбільшу кількість пасажирів: Цюрихський (більш 350 тисяч пасажирів щодня)
- Кількість паркувальних місць для автомобілів при вокзалах: 25.630
- Пунктуальність при перевезеннях: 87 %
- Сумарні вкладення в SBB CFF FFS в 2007–2010 роках (в млрд швейц. фр.) : 5,88
- Отриманий прибуток (2008 року, в млрд швейц. фр.) : 8

З 2001 року SBB CFF FFS займається також автобусними перевезеннями. Оскільки всі залізничні лінії Швейцарії електифіковані, компанія займається також  виробництвом електроенергії. Їй належить 6 електростанцій:
- Амштег (кантон Урі)
- Шателар-Барберіні (кантон Во)
- Етцельверк (кантон Швіц)
- Массабоден (кантон Валліс)
- Рітом (кантон Тічино)
- Верная (кантон Валліс).

У розпорядженні компанії знаходиться 17.703 транспортних засоби, у тому числі (на 2003 рік) :
- 1 141 лінійний локомотив;
- 507 маршових локомотивів;
- 3 883 пасажирські вагони;
- 12 171 вантажний вагон.

## Історія
В XIX сторіччі всі залізниці Швейцарії перебували у володінні приватних товариств. Конкуренція та регіональні протиріччя часто приводили до будівництва паралельних ліній. Регіональна монополія на перевезення окремих великими компаніями гарантувала їм великий прибуток, проте зустрічала серйозну критику з боку громадськості. В результаті проведеного 20 лютого 1898 року референдуму в Швейцарії було націоналізовано 5 найбільших приватних залізничних товариств. Перша Управлінська рада нової державної компанії складалася з 54 членів, 24 жовтня 1900 пройшло перше засідання, яке прийняло статут товариства. З 1 січня 1902 року SBB CFF FFS існує як самостійна організація. У цей день також в путь вирушили перші поїзди, керовані дирекцією SBB CFF FFS. Тому 1 січня 1902 року є офіційною датою «народження» Швейцарських федеральних залізниць. У період з 1901 по 1909 рік були націоналізовані ще 5 великих залізничних компаній Швейцарії та приєднані до SBB CFF FFS.
Перші спроби електрифікувати залізничні лінії SBB CFF FFS робилися ще 1903 року (у співпраці з цюрихською машинобудівною фірмою Oerlikon), однак рішуче ці технології починають впроваджуватися лише з 1919 року, внаслідок різкого подорожчання вугілля.
З 3 червня 1956 року Швейцарські залізниці, як це прийнято і в інших європейських державах, переходять на категорії пасажирських перевезень 1-го і 2-го класу, відмовившись від колишньої системи 1-го, 2-го і 3-го класу вагонів.
Велика реформа на лініях SBB CFF FFS була проведена в рамках програми «Bahn 2000» 12 грудня 2004 року, коли були змінені маршрути 90 % поїздів. Одночасно на 12 % була збільшена кількість задіяних поїздів. Крім цього, час пересування поїздів у найбільш завантаженому транспортному трикутнику Берн-Цюрих-Базель було скорочено на 1 годину.